# Chariacris rubripennis
Chariacris rubripennis är en insektsart som beskrevs av Marius Descamps 1981. Chariacris rubripennis ingår i släktet Chariacris och familjen Romaleidae. Inga underarter finns listade i Catalogue of Life.